# Bildtafel der Verkehrszeichen in der Deutschen Demokratischen Republik von 1979 bis 1990

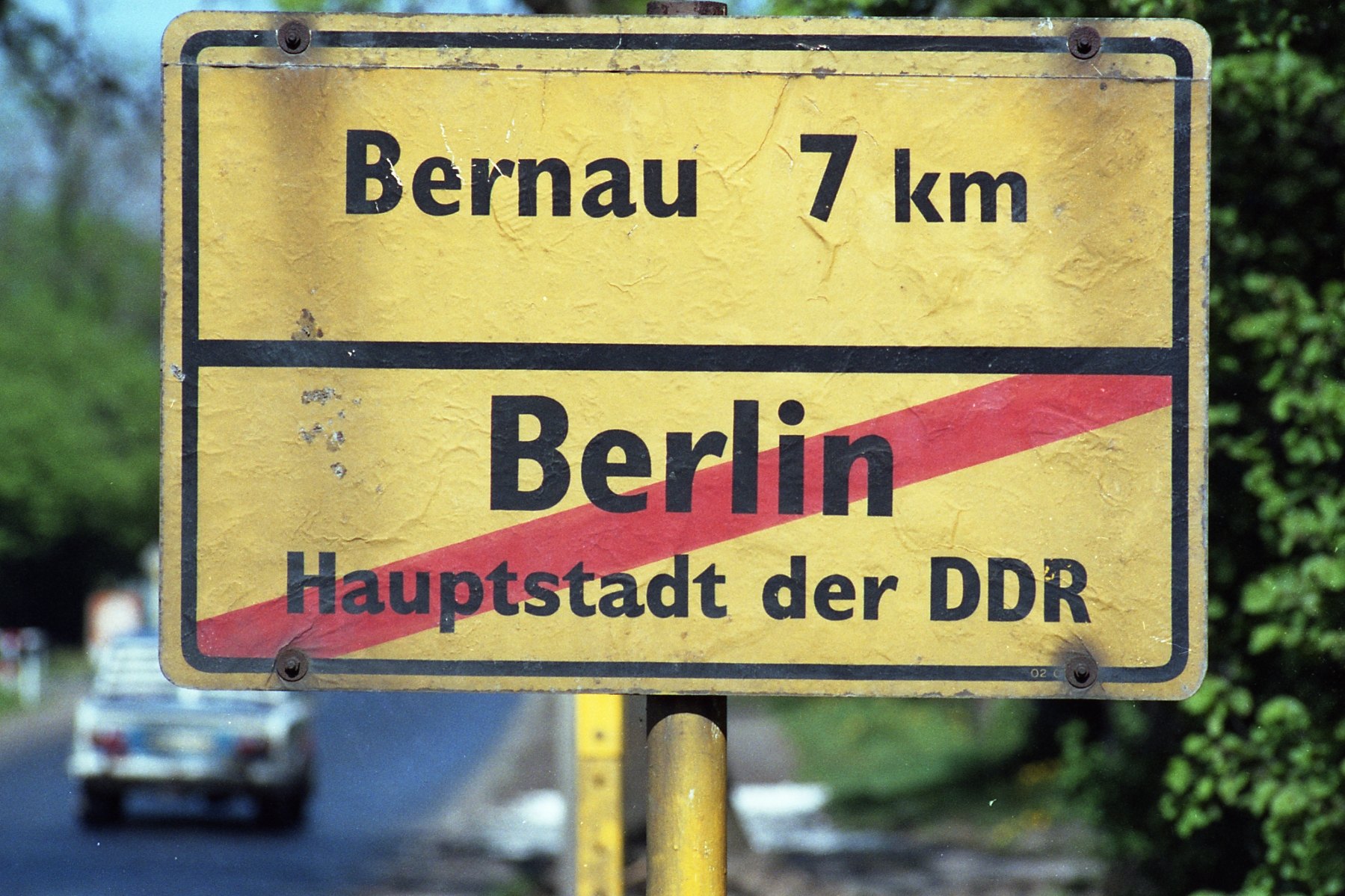
Ortstafel (Rückseite) aus der 1979 verbindlich gewordenen, überarbeiteten TGL 12096/01 (Foto von 1988)

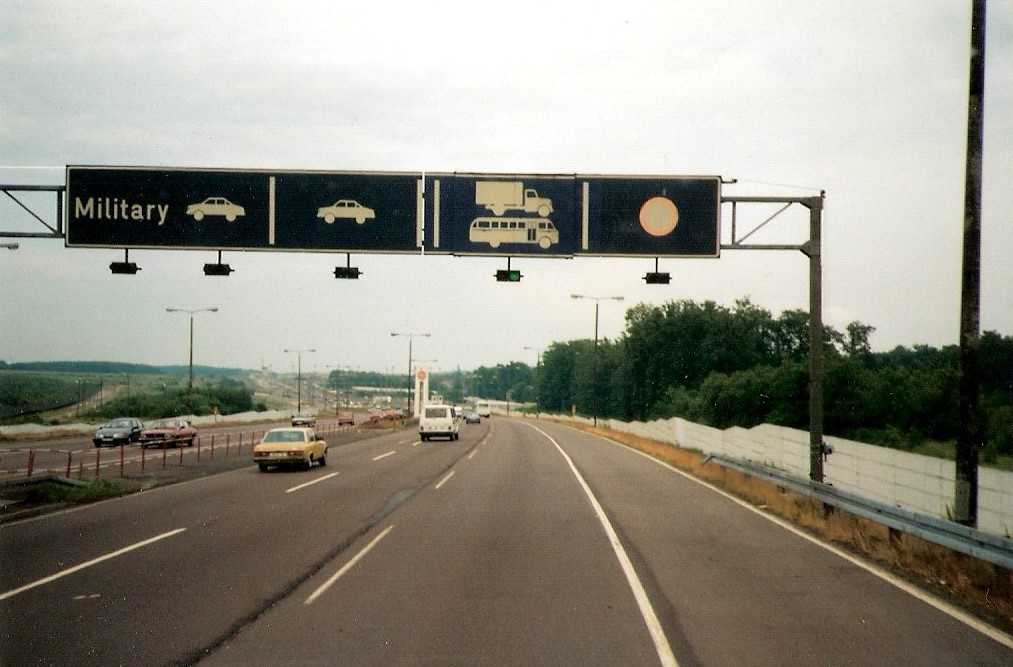
Bis zur Wende blieb die mit der StVO-Novelle von 1971 gültig gewordene Beschilderung an Autobahnen weitgehend erhalten und wurde ab 1979 nur vergleichsweise langsam ausgewechselt (Foto von 1990)

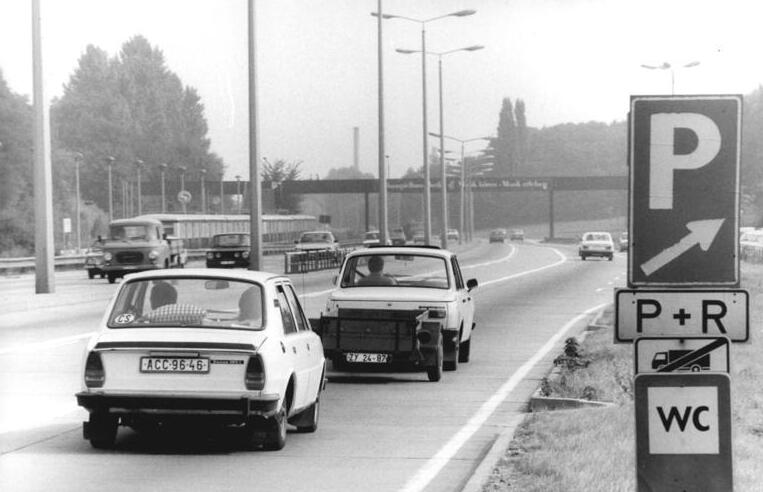
Das Foto zeigt das 1988 mit der überarbeiteten TGL 12096/01 veröffentlichte, leicht modifizierte Parkplatzzeichen Bild 250 V 3, ein nicht den TGL-Vorgaben von 1988 entsprechendes P+R-Zusatzzeichen (Bild 423), Zusatzzeichen Bild 419 sowie Bild 332 (Foto von 1988)

Die Bildtafel der Verkehrszeichen in der Deutschen Demokratischen Republik von 1979 bis 1990 zeigt die Verkehrszeichen in der Deutschen Demokratischen Republik (DDR), wie sie sich nach dem im Kraft treten der TGL 12096/01 am 1. Mai 1979 bis zur Wende darstellten. Mit dem Einigungsvertrag vom 31. August 1990 wurde die DDR als Staatsgebilde aufgelöst. Wie im Vertrag festgelegt, wurden unverzüglich und weitestgehend die Rechtsnormen der Bundesrepublik Deutschland (BRD) gültig. Dies galt auch für die Straßenverkehrs-Ordnung (StVO) der DDR. Einige für die DDR-StVO wichtige Festlegungen, wie die TGL 12096/05 für Leitpfosten waren bereits am 1. Februar 1990 aufgehoben worden. Nur wenige StVO-Paragraphen der Deutschen Demokratischen Republik blieben vorübergehend rechtskräftig. Es verloren zunächst alle Verkehrszeichen bis auf folgende Ausnahmen ihre Gültigkeit: Bild 215 (Wendeverbot), Bild 419 (nicht gültig für abgebildete Fahrzeugart), Bild 421 (nicht gültig für Schwerst-Gehbehinderte mit Ausnahmegenehmigung) sowie Bild 422 (gültig bei Nässe). Bis zum 31. Dezember 1990 wurden auch diese Zeichen ungültig.
Die in der DDR unter der griffigen Bezeichnung StVO 77 eingeführte neue Straßenverkehrs-Ordnung (StVO) hatte einige Startschwierigkeiten, da die Normierung der Verkehrszeichen für die Industrie erst im November 1978 veröffentlicht und am 1. Mai 1979 verbindlich wurde. Der Gesetzestext der seit 1. Januar 1978 gültigen StVO löste die seit 1964 in der DDR gültige Straßenverkehrs-Ordnung ab. Aufgrund der verzögerten Ausgabe der TGL 12096/01 konnten frühestens Ende 1978 Schilder nach der neuen StVO gefertigt werden.
Zusätzlich werden in dieser Bildtafel straßenverkehrsrelevante Zeichen beziehungsweise Signale der Verordnungen über den Bau und Betrieb der Straßenbahnen (BOStrab) wiedergegeben.

## Farbe

### TGL-Vorgaben
Seit den späten 1920er Jahren hatte sich die gelb-schwarze Beschilderung für Ortschaften und Landstraßen in vielen Teilen Deutschlands manifestiert und erhielt erstmals mit der Straßenverkehrs-Ordnung von 1934 eine reichsweite Normierung und Gültigkeit. Durch den damals ebenfalls bereits im Aufbau befindlichen Autobahnausbau wurde über technische Vorschriften von Anfang an eine blau-weiße Beschilderung festgelegt. Dieses Farbsystem blieb bis zur Wende auch in der DDR gültig. Folgende Anforderungen an die Oberflächenbeschaffenheit der mit Folien beklebten Verkehrszeichen waren nach der TGL 12096/01 vom November 1978 einzuhalten:
- weiß – reflektierend
- rot – fluoreszierend (reflektierend für Bild 224 und 225)
- gelb – reflektierend (fluoreszierend für Bild 301 und 302)
- grün – fluoreszierend

Lediglich die Farbgestaltungen mit Blau, Schwarz und Orange sollten von den Schildermalern mit Farbaufträgen erzielt werden. Doch auch hier bestand – falls vorhanden – die Möglichkeit, eine entsprechende Folie einzusetzen. Pfeile, Sinnbilder und Beschriftung waren mit retroreflektierendem Material konturengerecht zu unterlegen. Auch die Verkehrszeichenpfosten waren in der DDR angestrichen. Hierbei sollten nach der TGL 12146 für gelb und rot fluoreszierende Tageslichtleuchtfarben zum Einsatz kommen. Die Pfosten für die Zeichen an Autobahnen waren grau zu streichen oder feuerverzinkt auszuführen. Nach Tabelle 12 der TGL 12096/01 vom November 1978 galt folgende Regelung:
- Die Pfosten der vorfahrtsregelnden Hinweiszeichen Bild 130, 226 bis 229 waren auf ihrer gesamten Länge im Abstand von 0,3 Metern abwechselnd rot und weiß zu streichen.
- Die Pfosten der Hinweiszeichen Bild 301 bis 304, 314, 315 waren in gelber Farbe aufzustellen
- Bei allen restlichen Verkehrszeichen erfolgte der Anstrich in Grau.

Am 1. Januar 1987 war mit der überarbeiteten Vorschrift TGL 21196 ein neues Farbregister gültig worden, das im Juni 1987 erneut überarbeitet wurde. Auf die dort aufgeführten Farbpaletten konnten auch die Schildermaler zurückgreifen.

### Praxis
Die Praxis wich vielfach von den TGL-Vorgaben ab. Meist konnte aus den Zwängen der Mangelwirtschaft heraus bei der Herstellung der Verkehrsschilder, Pfosten und Maste nur minderwertigeres und kostengünstigeres Material eingesetzt werden. Insbesondere die Folien waren nicht sehr haltbar, kräuselten sich oftmals und blichen schnell aus. Um die anhaltende Korrosion der in der Regel nicht feuerverzinkten Stahlrohrpfosten zu verhindern, mussten diese theoretisch regelmäßig neu gestrichen werden. Haltbarer und preiswerter waren da die ebenfalls möglichen Pfosten aus Beton. Auch die rostenden Schrauben und Unterlegscheiben, die sich an der Vorderseite der meisten Schilder befanden, machten diese unansehnlich. Nicht selten wurden die Bleche der Schilder wie in der Vergangenheit auch weiterhin vollständig von Hand bemalt, wenn kein Folienmaterial zur Hand war.

## Typographie
Mit dem Inkrafttreten der TGL 12096/01 am 1. Mai 1979 wurde auch eine neue Hausschrift für die Beschriftungen der Verkehrszeichen eingeführt. Bis zu diesem Zeitpunkt war mit der am 1. Januar 1963 verbindlich gewordenen TGL 0-1451 eine Variante der bereits seit den 1930er Jahren verordneten DIN 1451 im Einsatz gewesen. Wie in vielen anderen Lebens- und Arbeitsbereichen der DDR sollte mit dem fortschreitenden Loslösen von den bekannten Normen in Teilen der Bevölkerung ein staatstragender identitäts- und identifikationsstiftender Faktor wirksam werden. Bereits 1962 war daher postuliert worden:

„In Auseinandersetzung mit der Entwicklung des bürgerlichen deutschen Straßenverkehrsrechts werden die ihm zugrunde liegenden kapitalistischen Verhältnisse aufgedeckt und wird die Überlegenheit des sozialistischen Straßenverkehrsrechts der DDR bewiesen.“

Die Verantwortlichen hatten sich bei der Suche nach einer vollkommen neuen Schriftart für den Straßenverkehrsraum auf den fetten Schnitt der von dem Briten Eric Gill zwischen 1928 und 1930 entworfenen Gill Sans geeinigt. Bemerkenswerterweise wurde kein Schriftentwurf aus der DDR selbst oder einem befreundeten sozialistischen Bruderland gewählt. Die fette Gill war jedoch in einzelnen Ausprägungen für den verkehrszeichengerechten Einsatz als Akzidenzschrift ungeeignet. Daher musste sie in etlichen Bereichen überarbeitet werden, um für den gebotenen Gebrauch tauglich zu werden.

## Behördlicher Umgang mit der neuen Beschilderung
Die 1970 neu in die Straßenverkehrs-Ordnung aufgenommene Autobahnbeschilderung blieb weitgehend bis zur Wende 1990 im Einsatz, auch wenn 1979 neue Zeichen eingeführt wurden. Doch da der Autobahnausbau in der DDR keinen Vorrang hatte, wurden zumeist lediglich auf Neubaustrecken die neuen Zeichen angebracht beziehungsweise beschädigte Zeichen auf bestehenden Strecken durch die neu eingeführten ersetzt. Somit dokumentieren bis 1990 Foto- und Filmaufnahmen oftmals noch die der 1971 gültig gewordenen StVO-Novelle zugehörenden Sinnbilder der Autobahnbeschilderung.
Diese Entwicklung entsprach nicht dem sonstigen Verhalten der DDR-Behörden. So wurde die bisherige Beschilderung in den Städten und auf dem Land teils ohne Rücksicht auf ihren guten Zustand in vielen Bereichen recht zügig abgebaut und durch die neuen Zeichen ersetzt. Dabei kamen bei diesem Umbau normalerweise die Städte zuerst zum Zuge, gefolgt – je nach Gewichtung – von den ländlichen Orte und Regionen. Der Abbau aller alten Schilder war 1990 noch nicht abgeschlossen.

## I. Warnzeichen

Bild 101 Gefahrenstelle
Bild 102 unebene Fahrbahn
Bild 103 Kreuzung mit untergeordneter Straße
Bild 104 Kreuzung
Bild 105 Lichtsignalanlage
Bild 106 gefährliche Kurve
Bild 106 V gefährliche Kurve
Bild 107 gefährliche Doppelkurve
Bild 107 V gefährliche Doppelkurve
Bild 108 starkes Gefälle
Bild 108 V starkes Gefälle
Bild 109 starke Steigung
Bild 109 V starke Steigung
Bild 110 Seitenwind
Bild 111 Schleudergefahr
Bild 112 Einengung der Fahrbahn beidseitig
Bild 113 Einengung der Fahrbahn einseitig
Bild 113 V Einengung der Fahrbahn einseitig
Bild 114 Gegenverkehr
Bild 115 Baustelle
Bild 116 Splitt, Schotter
Bild 117 Steinschlag
Bild 118 Fußgängerüberweg
Bild 119 Kinder
Bild 120 Wild
Bild 121 Tiere
Bild 122 Flugbetrieb
Bild 123 Radfahrer
Bild 124 Straßenbahn
Bild 125 unbeschranker Bahnübergang
Bild 126 beschranker Bahnübergang
Bild 127 dreistreifige Bake (rechts – 240 m)
Bild 127 V 1 dreistreifige Bake (links – 240 m)
Bild 127 V 2 dreistreifige Bake (links – 180 m)
Bild 128 zweistreifige Bake (links – 160 m)
Bild 128 V 1 zweistreifige Bake (rechts – 160 m)
Bild 128 V 2 zweistreifige Bake (rechts – 110 m)
Bild 129 einstreifige Bake (rechts – 80 m)
Bild 129 V 1 einstreifige Bake (links – 80 m)
Bild 129 V 2 einstreifige Bake (rechts – 50 m)
Bild 130 Warnkreuz am Bahnübergang
Bild 130 V 1 Warnkreuz am Bahnübergang
Bild 130 V 2 Warnkreuz am Bahnübergang

## II. Vorschriftszeichen
Vorfahrts-, Verbots- und Gebotszeichen

Bild 202 Einfahrt verboten
Bild 201 Verkehrsverbot für alle Fahrzeuge
Bild 205 Fahrverbot für alle Kraftfahrzeuge
Bild 203 Fahrverbot für mehrspurige Kraftfahrzeuge
Bild 204 Fahrverbot für einspurige Kraftfahrzeuge
Bild 209 Fahrverbot für Radfahrer
Bild 206 Fahrverbot für Lastkraftwagen
Bild 207 Fahrverbot für Traktoren
Bild 208 Fahrverbot für Kraftfahrzeuge mit mehrachsigen Anhängefahrzeugen
Bild 210 Fahrverbot für Gespannfahrzeuge
Bild 211 Fahrverbot für Fahrzeuge über eine bestimmte Breite
Bild 211 V Fahrverbot für Fahrzeuge über eine bestimmte Breite
Bild 212 Fahrverbot für Fahrzeuge über eine bestimmte Höhe
Bild 212 V Fahrverbot für Fahrzeuge über eine bestimmte Höhe
Bild 213 Fahrverbot für Fahrzeuge über eine bestimmte Gesamtmasse
Bild 213 V 1 Fahrverbot für Fahrzeuge über eine bestimmte Gesamtmasse
Bild 213 V 2 Fahrverbot für Fahrzeuge über eine bestimmte Gesamtmasse
Bild 213 V 3 Fahrverbot für Fahrzeuge über eine bestimmte Gesamtmasse
Bild 214 Fahrverbot für Fahrzeuge über eine bestimmte Achslast
Bild 214 V Fahrverbot für Fahrzeuge über eine bestimmte Achslast
Bild 215 Wendeverbot
Bild 216 Hupverbot
Bild 217 vorgeschriebener Mindestabstand für Kraftfahrzeuge
Bild 217 V vorgeschriebener Mindestabstand für Kraftfahrzeuge
Bild 218 zulässige Höchstgeschwindigkeit
Bild 219 Verbot, mehrspurige Kraftfahrzeuge zu überholen
Bild 220 Verbot, mit Fahrzeugen über 3,5 t zulässige Gesamtmasse, mehrspurige Kraftfahrzeuge zu überholen
Bild 221 Ende aller durch Verkehrszeichen angezeigten Verbote für fahrende Fahrzeuge
Bild 222 Ende der angezeigten zulässigen Höchstgeschwindigkeit
Bild 223 Ende des Überholverbotes
Bild 224 Halteverbot
Bild 225 Parkverbot
Bild 226 Halt – Vorfahrt gewähren
Bild 227 Vorfahrt gewähren
Bild 228 Halt – Weiterfahrt nach Aufforderung
Bild 229 Wartepflicht bei Gegenverkehr
Bild 230 vorgeschriebene Mindestgeschwindigkeit
Bild 231 Ende der vorgeschriebenen Mindestgeschwindigkeit
Bild 232 Schneeketten vorgeschrieben
Bild 233 vorgeschriebene Fahrtrichtung
Bild 233 V 1 vorgeschriebene Fahrtrichtung
Bild 233 V 2 vorgeschriebene Fahrtrichtung
Bild 234 vorgeschriebene Fahrtrichtung
Bild 234 V 1 vorgeschriebene Fahrtrichtung
Bild 234 V 2 vorgeschriebene Fahrtrichtung
Bild 234 V 3 vorgeschriebene Fahrtrichtung
Bild 235 vorgeschriebene Fahrtrichtung für abbiegende Fahrzeuge
Bild 235 V 1 vorgeschriebene Fahrtrichtung für abbiegende Fahrzeuge
Bild 235 V 2 vorgeschriebene Fahrtrichtung für abbiegende Fahrzeuge
Bild 236 vorgeschriebene Seite für das Vorbeifahren
Bild 237 Einbahnstraße
Bild 238 Einbahnstraße
Bild 239 Einordnen
Bild 239 V 1 Einordnen
Bild 239 V 2 Einordnen
Bild 239 V 3 Einordnen
Bild 239 V 4 Einordnen
Bild 239 V 5 Einordnen
Bild 239 V 6 Einordnen
Bild 239 V 7 Einordnen
Bild 239 V 8 Einordnen
Bild 239 V 9 Einordnen
Bild 239 V 10 Einordnen
Bild 239 V 11 Einordnen
Bild 239 V 12 Einordnen
Bild 239 V 13 Einordnen
Bild 240 Verringerung der Zahl der Fahrspuren
Bild 240 V 1 Verringerung der Zahl der Fahrspuren
Bild 240 V 2 Verringerung der Zahl der Fahrspuren
Bild 241 Vergrößerung der Zahl der Fahrspuren
Bild 241 V Vergrößerung der Zahl der Fahrspuren
Bild 242 Beginn einer Fahrspur für langsamfahrende Fahrzeuge
Bild 243 Haltestelle von Omnibussen
Bild 244 Haltestelle von Schienenfahrzeugen
Bild 246 Fußgängerbrücke oder ‑tunnel
Bild 246 V Fußgängerbrücke oder ‑tunnel
Bild 247 für Fußgänger: Gegenüberliegende Straßenseite benutzen
Bild 247 V für Fußgänger: Gegenüberliegende Straßenseite benutzen
Bild 248 Gehweg
Bild 249 Radweg
Bild 250 Parkplatz
Bild 250 V 1 Parkplatz
Bild 250 V 2 Parkplatz
Bild 250 V 3 Parkplatz
Bild 250 V 4 Parkplatz unbewacht
Bild 250 V 5 Parkplatz bewacht
Bild 250 V 6 Parkplatz bewacht
Bild 250 V 7 Parkplatz
Bild 251 reservierte Parkfläche
Bild 252 Parkplatz nur für Taxi
Bild 252 V Parkplatz nur für Taxi
Bild 253 Parkplatz mit begrenzter Parkdauer; Benutzung nur mit Parkscheibe
Bild 253 V Parkplatz mit begrenzter Parkdauer; Benutzung nur mit Parkscheibe
Bild 254 Parkordnung quer zur Fahrtrichtung
Bild 255 Parkordnung schräg zur Fahrtrichtung
Bild 256 Parkordnung auf dem Gehweg
Bild 257 Parkordnung halb auf dem Gehweg
Bild 258 Parkordnung auf dem Gehweg, quer zur Fahrtrichtung
Bild 259 Parkordnung halb auf dem Gehweg, quer zur Fahrtrichtung
Bild 260 Parkordnung auf der Fahrbahn, parallel zur Fahrtrichtung
Bild 261 Anfang eines Gebietes mit Verkehrsbeschränkung
Bild 261 V 1 Anfang eines Gebietes mit Verkehrsbeschränkung
Bild 261 V 2 Anfang eines Gebietes mit Verkehrsbeschränkung
Bild 262 Ende eines Gebietes mit Verkehrsbeschränkung
Bild 262 V 1 Ende eines Gebietes mit Verkehrsbeschränkung
Bild 262 V 2 Ende eines Gebietes mit Verkehrsbeschränkung

## III. Hinweiszeichen

Bild 301 Hauptstraße
Bild 302 Ende der Hauptstraße
Bild 303 Europastraße
Bild 304 Fernverkehrsstraße
Bild 304 V 1 Fernverkehrsstraße
Bild 304 V 2 Fernverkehrsstraße
Bild 304 V 3 Fernverkehrsstraße
Bild 305 Anfang der Autobahn
Bild 306 Ende der Autobahn
Bild 307 Wegweiser zur Autobahn
Bild 308 Ankündigung einer Autobahnanschlußstelle
Bild 308 V 1 Ankündigung einer Autobahnanschlußstelle
Bild 308 V 2 Ankündigung einer Autobahnanschlußstelle
Bild 309 Vorwegweiser auf Autobahnen
Bild 309 V Vorwegweiser auf Autobahnen
Bild 310 dreistreifige Bake
Bild 311 zweistreifige Bake
Bild 312 einstreifige Bake
Bild 313 Wegweiser auf Autobahnen
Bild 313 V Wegweiser auf Autobahnen
Bild 314 Anfang der Ortschaft
Bild 314 V 1 Anfang der Ortschaft (zweisprachig)
Bild 314 V 2 Anfang der Ortschaft
Bild 314 V 3 Anfang der Ortschaft
Bild 315 Ende der Ortschaft
Bild 316 Vorwegweiser
Bild 317 Vorwegweiser
Bild 317 Vorwegweiser (zweisprachig)
Bild 318 Wegweiser für Fernverkehrsstraßen
Bild 319 Wegweiser für sonstige befestigte Straßen
Bild 319 V Wegweiser für sonstige befestigte Straßen (zweisprachig)
Bild 320 Wegweiser für unbefestigte Straßen
Bild 321 Wegweiser für Transitstraßen
Bild 322 Gegenverkehr hat Wartepflicht
Bild 245 Fußgängerüberweg
Bild 323 Sackgasse
Bild 324 Krankenhaus
Bild 325 Medizinische Hilfe
Bild 326 Fernsprechstelle
Bild 327 Pannenhilfe
Bild 327 V 1 Pannenhilfe
Bild 327 V 2 Pannenhilfe
Bild 327 V 3 Pannenhilfe und Tankstelle
Bild 328 Tankstelle
Bild 328 V 1 Tankstelle
Bild 328 V 2 Tankstelle
Bild 328 V 3 Tankstelle
Bild 328 V 4 Tankstelle und Raststätte
Bild 328 V 5 Tankstelle und Raststätte
Bild 329 Campingplatz
Bild 329 V Campingplatz
Bild 330 Rast- oder Gaststätte
Bild 330 Rast- oder Gaststätte
Bild 330 V Kiosk
Bild 330 V 3 Raststätte und Kiosk
Bild 331 Hotel oder Motel
Bild 332 Toilette
Bild 333 Informationsstelle
Bild 334 Kinderbeförderung (wird nur an Kraftfahrzeugen angebracht); kein Zeichen der TGL, aber der StVO
Bild 336 allgemeine Höchstgeschwindigkeiten in der DDR
Bild 337 V 1 Vorwegweiser für Umleitungen
Bild 338 Wegweiser für Umleitungen
Bild 338 V 1 Wegweiser für Umleitungen
Bild 338 V 2 Wegweiser für Umleitungen
Bild 339 Wegweiser für Umleitungen des Autobahnverkehrs
Bild 339 V Wegweiser für Umleitungen des Autobahnverkehrs
Bild 340 Ankündigung des Fahrbahnwechsels
Bild 340 V

## Zusatzzeichen

Bild 401 abbiegende Hauptstraße
Bild 401 V 1 abbiegende Hauptstraße
Bild 401 V 2 abbiegende Hauptstraße
Bild 402 abbiegende Hauptstraße
Bild 402 V 1 abbiegende Hauptstraße
Bild 402 V 2 abbiegende Hauptstraße
Bild 402 V 3 abbiegende Hauptstraße
Bild 403 Anfang
Bild 404 vor und hinter
Bild 405 Ende
Bild 406 links
Bild 406 V links, mit Längenangabe
Bild 407 links und rechts
Bild 407 V links und rechts
Bild 408 rechts
Bild 408 V 1 rechts, mit Längenangabe
Bild 408 V 3 schräg rechts
Bild 408 V 2 rechts
Bild 409 Entfernung in Meter
Bild 409 V 1 Entfernung in Meter
Bild 409 V 2 Entfernung in Meter
Bild 409 V 3 Entfernung in Meter
Bild 409 V 4 Entfernung in Meter
Bild 409 V 5 Entfernung in Meter
Bild 410 Länge des Geltungsbereichs
Bild 410 V 1 Länge des Geltungsbereichs
Bild 410 V 2 Länge des Geltungsbereichs
Bild 411 Anzahl
Bild 412 Zeitbegrenzung
Bild 412 V 1 Zeitbegrenzung
Bild 412 V 3 Zeitbegrenzung
Bild 413 Gefahr von Schnee und Eisglätte
Bild 414 Gefahr plötzlicher Nebelbildung
Bild 415 Gefahr am Fahrbahnrand
Bild 416 Spielstraße für Anlieger frei (mit Verkehrszeichen Bild 201)
Bild 417 Zugbetrieb (mit Verkehrszeichen Bild 101)
Bild 418 nur gültig für abgebildete Fahrzeugart
Bild 418 V 1 nur gültig für abgebildete Fahrzeugart
Bild 418 V 2 nur gültig für abgebildete Fahrzeugart
Bild 418 V 3 nur gültig für abgebildete Fahrzeugart
Bild 418 V 4 nur gültig für abgebildete Fahrzeugart
Bild 418 V 5 nur gültig für abgebildete Fahrzeugart
Bild 418 V 6 nur gültig für abgebildete Fahrzeugart
Bild 418 V 7 nur gültig für abgebildete Fahrzeugart
Bild 418 V 8 nur gültig für abgebildete Fahrzeugart
Bild 418 V 9 nur gültig für abgebildete Fahrzeugart
Bild 418 V 10 nur gültig für abgebildete Fahrzeugart
Bild 418 V 11 nur gültig für abgebildete Fahrzeugart
Bild 418 V 12 nur gültig für abgebildete Fahrzeugarten
Bild 418 V 13 nur gültig für abgebildete Fahrzeugarten
Bild 418 V 15 nur gültig für abgebildete Fahrzeugarten
Bild 418 V 16 nur gültig für abgebildete Fahrzeugarten
Bild 418 V 17 nur gültig für abgebildete Fahrzeugarten
Bild 419 nicht gültig für abgebildete Fahrzeugart
Bild 419 V 1 nicht gültig für abgebildete Fahrzeugart
Bild 419 V 2 nicht gültig für abgebildete Fahrzeugart
Bild 419 V 3 nicht gültig für abgebildete Fahrzeugart
Bild 419 V 4 nicht gültig für abgebildete Fahrzeugart
Bild 419 V 5 nicht gültig für abgebildete Fahrzeugart
Bild 419 V 6 nicht gültig für abgebildete Fahrzeugart
Bild 419 V 7 nicht gültig für abgebildete Fahrzeugart
Bild 420 Rollstuhlfahrer
Bild 421 nicht gültig für Rollstuhlfahrer
Bild 422 gültig bei Nässe
Bild 451 Flughafen
Bild 452 Telefonnummer
Bild 453 Sportstätte
Bild 454 Leipziger Messe
Bild 455 AGRA
Bild 457 Hochspannung
Bild 471 außer Volkspolizei-Fahrzeuge
Bild 472 außer Kraftfahrzeuge der Feuerwehr
Bild 473 außer Fahrzeuge Kraftverkehr
Bild 474 außer Taxi
Bild 475 außer Baufahrzeuge
Bild 476 außer Krankenwagen
Bild 477 außer Dienstfahrzeuge
Bild 478 außer Versorgungsfahrzeuge
Bild 478 V außer Versorgungsfahrzeuge (mit Uhrzeit)
Bild 479 außer Anlieger
Bild 480 außer Fahrzeuge des Corps Diplomatique
Bild 481 außer Fahrzeuge mit Sondergenehmigung

## Leiteinrichtungen für den Straßenverkehr

Bild 1 Leitpfosten (TGL 12096/05)
Leitsteine (keine TGL-Regelung)

Bild 4 Leitschraffur an ständigen Hindernissen (TGL 12096)
zu Bild 4 Leitschraffur an ständigen Hindernissen (TGL 12096)
Bild 5 Leitschraffur an ständigen Hindernissen (TGL 12096)
Bild 6 Leitschraffur an ständigen Hindernissen (TGL 12096)

Bild 4 Leitschraffur an nicht ständigen Hindernissen (TGL 12096)
zu Bild 4 Leitschraffur an nicht ständigen Hindernissen (TGL 12096)
Bild 5 Leitschraffur an nicht ständigen Hindernissen (TGL 12096)
Bild 6 Leitschraffur an nicht ständigen Hindernissen (TGL 12096)

- Bild 1
Leitpfosten
(TGL 12096/05)
- Leitsteine
(keine TGL-Regelung)

## Verkehrsregelung durch Farbzeichen
Diese Regelung richtet sich nach der überarbeiteten TGL 12096/04 vom November 1978, die ab 1. Mai 1979 verbindlich wurde. Die schematisierten Zeichnungen sind den Darstellungen aus der StVO 77 entnommen und mit den Bemaßungen der TGL 12096/04 kombiniert worden. Neu eingeführt wurde mit dieser TGL der Grünpfeil.

Bild 1 Grün Verkehrsrichtung freigegeben
Bild 2 Grün-Gelb Verkehrsrichtung noch freigegeben – Wechsel auf „Gelb“ steht bevor
Bild 3 Gelb Achtung, anhalten
Bild 4 Rot Halt
Bild 5 Rot-Gelb nach Halt – Wechsel auf „Grün“ steht bevor
Bild 11 für Fußgänger: Verkehrsrichtung freigegeben
Bild 12 für Fußgänger: Halt bzw. Fahrbahn verlassen
Bild 23 Möglichkeit des Rechtsabbiegens bei „Rot“
Beispiel für die Anordnung von Verkehrszeichen an Signalgebermasten nach TGL 12096/04

## Haltestellenzeichen für Straßenbahnen
Mit Einführung der StVO 77 wurde das Haltestellenzeichen für Omnibusse über die Straßenverkehrs-Ordnung selbst mit Bild 243 geregelt. Das entsprechende Bild 244 für Schienenfahrzeuge galt auf den Straßenverkehrsflächen. Unmittelbar an Haltestellen blieben die Signale der Verordnung über den Bau und Betrieb der Straßenbahnen (BOStrab) gültig.

Signal St 29 Haltestellenzeichen
Signal St 29a Zeichen für Doppelhaltestelle
Signal St 29a Zeichen für Doppelhaltestelle
Signal St 29b Zeichen für Sonderhaltestellen

## Nachträgliche Änderungen und Ergänzungen zu den Verkehrszeichen

### 1981
Am 1. Juli 1981 wurde eine neue TGL für vertikale Leiteinrichtungen im Straßenverkehr gültig. In ihr war die StVO 77 eingearbeitet. Die neue TGL 12096/03 löste die Vorgängerin, TGL 12096, von 1966 ab. Bereits am 1. Mai 1986 wurde die Verbindlichkeit der neuen TGL 12096/03 wieder aufgehoben. Gelb-schwarze Leitschraffuren waren an ständigen Hindernissen wie Brücken mit verengter Durchfahrtshöhe und/oder -breite, Brüstungsmauern, vorstehende Ecken von Gebäuden, Felsen und Stützmauern anzubringen, wenn sich diese innerhalb des Lichtraumprofils befanden. Rot-weiße Leitschraffuren waren auf Absperrgeräten anzubringen, die sich nicht ständig auf Straßenflächen befanden. Außerdem waren sie an Hindernissen sowie Arbeitsgeräten anzubringen, die zeitweilig innerhalb des Lichtraumprofils aufgestellt waren. Dazu zählten Baugerüste, Bauzäune sowie Fahrzeuge und Arbeitsgeräte für den Bau und die Erhaltung von Straßen und Versorgungseinrichtungen.

Bild 602 Leitschraffur an ständigen Hindernissen
Bild 603 Leitschraffur an ständigen Hindernissen
Bild 604 Leitschraffur an ständigen Hindernissen
zu Bild 604 Leitschraffur an ständigen Hindernissen
Bild 605 Leitschraffur an ständigen Hindernissen

Bild 602 Leitschraffur an nicht ständigen Hindernissen
Bild 603 Leitschraffur an nicht ständigen Hindernissen
Bild 604 Leitschraffur an nicht ständigen Hindernissen
zu Bild 604 Leitschraffur an nicht ständigen Hindernissen
Bild 605 Leitschraffur an nicht ständigen Hindernissen

### 1986

Bild 605 Leitschraffur an nicht ständigen Hindernissen

Am 1. Mai 1986 trat mit der im Oktober 1985 veröffentlichten TGL 12096/03 eine neue Version dieser Norm in Kraft. An den Zeichen für vertikale Leiteinrichtungen kam es lediglich bei Bild 605 zu einer Veränderung. Außerdem wurde unter anderem der Abschnitt Leit- und Absperrkegel neu aufgenommen. Alle übrigen Zeichen blieben entsprechend der bereits veröffentlichten TGL von 1981 erhalten.

Bild 601 Leit- und Absperrkegel zur zeitweiligen Verkehrslenkung
Bild 601 V Leit- und Absperrkegel zur Sperrung auf Parkplätzen und nichtöffentlichen Straßen

Bild 605 Leitschraffur an ständigen Hindernissen

- Bild 605
Leitschraffur an nicht ständigen Hindernissen

### 1988

Bild 233 V 3 vorgeschriebene Fahrtrichtung bisher Bild 233 V 1
Bild 233 V 4 vorgeschriebene Fahrtrichtung bisher Bild 233 V 2
Bild 250 V 1 Parkplatz bisher Bild 250 V 2
Bild 250 V 2 Parkplatz bisher Bild 250 V 1

Bild 309 V Vorwegweiser auf Autobahnen
Bild 313 V Wegweiser auf Autobahnen

Am 1. Januar 1988 wurde die im Februar 1987 veröffentlichte, überarbeitete TGL 12096/01 gültig. Sie enthielt unter anderem ergänzende Verkehrszeichen, welche Teil einer nun erweiterten StVO wurden. Wie historische Photographien zeigen, wurden einige der Bilder bereits einige Zeit vor ihrer offiziellen Veröffentlichung verwendet.
Überarbeitete Zeichen

Bild 247 für Fußgänger – gegenüberliegende Straßenseite benutzen
Bild 247 V für Fußgänger – gegenüberliegende Straßenseite benutzen
Bild 250 V 3 Parkplatz
Bild 262 V 2 Ende eines Gebietes mit Verkehrsbeschränkung
Bild 319 V Wegweiser für sonstige befestigte Straßen (zweisprachig)
Bild 321 Wegweiser für Transitstraßen
Bild 457 Hochspannung

Neue Zeichen

Bild 233 V 1 vorgeschriebene Fahrtrichtung
Bild 233 V 2 vorgeschriebene Fahrtrichtung
Bild 235 V 3 vorgeschriebene Fahrtrichtung für abbiegende Fahrzeuge
Bild 236 V vorgeschriebene Seite für das Vorbeifahren
Bild 237 V Einbahnstraße
Bild 239 SV Einordnen
Bild 240 V 3 Verringerung der Zahl der Fahrspuren
Bild 240 V 4 Verringerung der Zahl der Fahrspuren
Bild 242 V Beginn einer Fahrspur für langsamfahrende Fahrzeuge
Bild 244 V 5 Verringerung der Zahl der Fahrspuren
Bild 249 a Rad- und Gehweg
Bild 249 a V Geh- und Radweg
Bild 249 b Gemeinsamer Geh- und Radweg
Bild 256 V Parkordnung auf dem Gehweg
Bild 257 V Parkordnung halb auf dem Gehweg
Bild 258 V Parkordnung auf dem Gehweg, quer zur Fahrtrichtung
Bild 259 V Parkordnung halb auf dem Gehweg, quer zur Fahrtrichtung
Bild 260 V Parkordnung auf der Fahrbahn, parallel zur Fahrtrichtung
Bild 313 V 1 Wegweiser auf Autobahnen
Bild 318 V Wegweiser für Fernverkehrsstraßen
Bild 338 V 4 Wegweiser für Umleitungen
Bild 338 V 5 Wegweiser für Umleitungen
Bild 423 Parken und Reisen
Bild 460 Zoo, Tierpark
Bild 474 außer TAXI
Bild 482 außer Bewohner
Bild 484 Obsternte
Bild 485 V1 Tag und Nacht
Bild 486 Intertank – Tanken gegen Devisen möglich
Bild 487 Intershop – Einkauf gegen Devisen möglich
Bild 488 Baumpflege

Neu nummerierte Zeichen
- Bild 233 V 3
vorgeschriebene Fahrtrichtung
bisher Bild 233 V 1
- Bild 233 V 4
vorgeschriebene Fahrtrichtung
bisher Bild 233 V 2
- Bild 250 V 1
Parkplatz
bisher Bild 250 V 2
- Bild 250 V 2
Parkplatz
bisher Bild 250 V 1

Gelöschte Zeichen
- Bild 309 V
Vorwegweiser auf Autobahnen
- Bild 313 V
Wegweiser auf Autobahnen

### 1990
Am 1. Februar 1990 sollte eine leicht veränderte Form der Leitpfosten gültig werden, die dazugehörige, überarbeitete TGL 12096/05 war im Juni 1989 veröffentlicht worden. Es war vorgesehen, dass an den Leitpfosten 100 mm über der Geländeoberkante ein 50 mm hohes Vogelfluchtloch eingelassen werden sollte. Diese TGL trat nie in Kraft, da sie zum Gültigkeitsdatum bereits mit der bisher verordneten TGL 12096/05 vom Dezember 1973 für ungültig erklärt worden war. An ihre Stelle traten die entsprechenden Bestimmungen der West-StVO und der dazugehörigen DIN-Normen.

## Militärverkehrszeichen (Auswahl)
Die Gestaltung der Militärverkehrszeichen (MVZ) orientierte sich an der StVO 77.

MVZ 21 Fahrverbot für Kettenfahrzeuge
MVZ 31 Militärstraße
MVZ 32 Straße für Kettenfahrzeuge
MVZ 44 Zusatzzeichen; gültig für abgebildete Fahrzeugart in der angegebenen Richtung

## Aufnahme von Verkehrszeichen in die gesamtdeutsche StVO ab 1990
Aufgrund der 3. Ausnahmeverordnung zur StVO vom 11. Dezember 1990 wurde die Weiterverwendung des aus der DDR-StVO von 1977 stammenden grünen Pfeilschildes (Grünpfeil) zwischen dem 1. Januar 1991 bis zum 31. Dezember 1991 gestattet. Noch bevor die umfassende StVO-Gestaltungsnovelle vom 19. März 1992 in Kraft trat, wurde am 20. Dezember 1991 die Verordnung über die vorübergehende Weiterverwendung des grünen Pfeilschildes an Lichtzeichenanlagen erlassen. Am 1. Januar 1992 trat diese Verordnung in Kraft und sollte am 31. Dezember 1996 ungültig werden. Die Verordnung für den 1978 in der Deutschen Demokratischen Republik (DDR) eingeführten Grünpfeil galt jedoch nur für die ehemaligen Länder der DDR und galt für alle Pfeilschilder, die vor dem 1. Juli 1991 angebracht worden waren. Mit Einführung der StVO-Novelle von 1992 wurden zunächst zwei Zeichen der DDR-StVO, eine leicht geänderte Version des Zeichens Wendeverbot, das seit der DDR-StVO-Novelle von 1971 eingeführt war, und Bild 116 Splitt, Schotter als Zeichen 116 mit neuem Sinnbild in die erste für ganz Deutschland gültige Nachkriegs-StVO aufgenommen. Im Jahr 1994 wurde dann auch der Grünpfeil Teil dieser StVO-Novelle. Mit der neuen Straßenverkehrs-Ordnung von 2013 fiel Zeichen 116 wieder aus dem Verkehrszeichenkatalog, konnte aber als Zeichen 145-50 bei Gefahrenlage noch angeordnet werden. Mit Einführung des Verkehrszeichenkataloges 2017 wurde das Zeichen wieder als reguläres Gefahrzeichen aufgenommen und erhielt die Nummer 101-52.
Folgende Zeichen, die ausschließlich in der DDR-StVO enthalten waren, wurden in sehr ähnlicher oder im Sinnbild veränderter Ausführung mit oder kurz nach der Novelle von 1992 in die erste gesamtdeutsche Nachkriegs-StVO übernommen:

Zeichen 116 Splitt, Schotter (StVO 1992)
Zeichen 272 Verbot des Wendens (StVO 1992)
Zeichen 720 Grünpfeil (StVO 1994)